# Route nationale 42 (Italie)
Pour les articles homonymes, voir Route nationale 42.
 (décembre 2023).
Si vous disposez d'ouvrages ou d'articles de référence ou si vous connaissez des sites web de qualité traitant du thème abordé ici, merci de compléter l'article en donnant les références utiles à sa vérifiabilité et en les liant à la section « Notes et références ».
La route nationale 42 du Tonale et de la Mendola (SS 42), de Stezzano à Bolzano, ou la route provinciale 42 du Tonale et de la Mendola (SP ex SS 42) de Treviglio à Bergame, est une route nationale et provinciale italienne du nord de l'Italie qui relie la plaine du Pô au l'Haut-Adige le long de quatre vallées alpines : val Cavallina, val Camonica, val di Sole et val di Non.
À la suite du décret législatif n° 320 du 2 septembre 1997, à compter du 1er juillet 1998, la gestion de la section du Trentin-Haut-Adige passa de l'ANAS à la province autonome de Trente et à la province autonome de Bolzano. Tous deux laissèrent la classification et les initiales d'État (SS) à la route, le décret précité ne transférant que la gestion de la route à l'administration des provinces autonomes, tandis que la propriété resta aux mains de l'État. À la suite du décret législatif n° 112 de 1998, depuis 2001, la direction de la section Treviglio - Bergame passa de l'ANAS à la région de Lombardie, qui délégua en outre les responsabilités à la province de Bergame.

## Municipalités traversées
- Province de Bergame : Treviglio, Arcene, Ciserano, Verdellino, Verdello, Levate, Stezzano, Bergame, Seriate, Grassobbio, Brusaporto, Albano Sant'Alessandro, San Paolo d'Argon, Cenate Sotto, Trescore Balneario, Zandobbio, Entratico, Luzzana, Borgo di Terzo, Vigano San Martino, Casazza, Monasterolo del Castello, Spinone al Lago, Ranzanico, Endine Gaiano, Sovere, Solto Collina, Pianico, Castro, Lovere, Costa Volpino, Rogno.
- Province de Brescia : Pian Camuno, Artogne, Gianico, Darfo Boario Terme, Esine, Cividate Camuno, Breno, Niardo, Braone, Ceto, Capo di Ponte, Sellero, Cedegolo, Berzo Demo, Malonno, Sonico, Edolo, Monno, Incudine, Vezza d'Oglio, Vione, Temù et Ponte di Legno.
- Province de Trente : Vermiglio, Ossana, Pellizzano, Mezzana, Commezzadura, Dimaro Folgarida, Croviana, Malé, Terzolas, Caldes, Cis, Livo, Cagnò, Revò, Romallo, Cloz, Brez, Castelfondo, Fondo, Malosco, Sarnonico, Ronzone et Ruffré -Mendola .
- Province de Bolzano : Caldaro sulla Strada del Vino, Eppan an der Weinstraße et Bolzano.